# شهرستان فری‌بورن (مینه‌سوتا)
شهرستان فری‌بورن، مینه‌سوتا (به انگلیسی: Freeborn County, Minnesota) شهرستانی در ایالات متحده آمریکا است که در مینه‌سوتا واقع شده‌است. در سرشماری‌ای که در سال ۲۰۱۰ انجام شده است، جمعیت این شهر ۳۱۲۵۵ نفر بوده است. 
این شهر در ۱۸۵۵ بنیان شد و نام آن از شخصی به اسم ویلیام فری‌بورن، یکی از سیاستمداران اولیهٔ ایالت مینه‌سوتا برداشته شده است.